# Pseudoclavihedbergella
Pseudoclavihedbergella es un género de foraminífero planctónico considerado un sinónimo posterior de Clavihedbergella de la subfamilia Ticinellinae, de la familia Rotaliporidae, de la superfamilia Rotaliporoidea, del suborden Globigerinina y del orden Globigerinida. Su especie tipo es Hedbergella amabilis. Su rango cronoestratigráfico abarca desde el Albiense superior (Cretácico inferior) hasta el Turoniense inferior (Cretácico superior).

## Descripción
Pseudoclavihedbergella incluía especies con conchas trocoespiraladas, de forma digitada a cruciforme, y comprimida; sus cámaras eran inicialmente globulares, después ovaladas o petaloideas y alargadas radialmente de forma perpendicular o inclinadas ligeramente en la dirección de enrollamiento; sus suturas intercamerales eran rectas o ligeramente curvas e incididas; su contorno era fuertemente lobulado y digitado; su periferia era redondeada, en ocasiones con una banda de baja densidad de poros o de poros más pequeños en las cámaras globulares iniciales; su ombligo era estrecho; su abertura era interiomarginal, umbilical-extraumbilical, con forma de arco asimétrico amplio y bajo, y rodeada con un labio; parte de las sucesivas aberturas podían permanecer como relictas en el área umbilical; presentaba pared calcítica hialina, densamente perforada, y de superficie pustulada, sobre todo en las cámaras iniciales.

## Discusión
El género Pseudoclavihedbergella no ha tenido mucha difusión entre los especialistas. Pseudoclavihedbergella fue descrito como un linaje y no como un género, por lo que, al no ser una categoría taxonómica reconocida por el Código Internacional de Nomenclatura Zoológica, podría llegar a ser invalidado. Algunos autores han considerado Pseudoclavihedbergella un sinónimo subjetivo posterior de Clavihedbergella. De hecho, sus especies son habitualmente incluidas en el género Clavihedbergella. Sin embargo, Pseudoclavihedbergella se diferencia por su pared pustulada y sus cámaras petaloideas y alargadas radialmente de forma perpendicular o inclinadas ligeramente en la dirección de enrollamiento. Clasificaciones posteriores incluirían Pseudoclavihedbergella en la familia Hedbergellidae de la superfamilia Globigerinoidea.

## Paleoecología
Pseudoclavihedbergella incluía especies con un modo de vida planctónico, de distribución latitudinal tropical-subtropical, y habitantes pelágicos de aguas superficiales a profundas (medio epipelágico a batipelágico superior).

## Clasificación
Pseudoclavihedbergella incluía a la siguiente especie:
- Pseudoclavihedbergella amabilis †